# Il succhione
Il succhione (Graf Dracula in Oberbayern) è un film del 1979 diretto da Carl Schenkel.

## Trama
Stanislaus è un vampiro discendente dal Conte Dracula. Trova lavoro come fotografo di top model.

## Distribuzione
Il succhione uscì al cinema in Germania Ovest il 12 ottobre 1979 e sugli schermi italiani il 22 gennaio 1981.